# Гигатль
Гигатль (чамал. ГьигьалIи) — село в Цумадинском районе Дагестана Российской Федерации. Административный центр сельского поселения Гигатлинский сельсовет.

## Географическое положение
Расположено в 5 км к северо-западу от районного центра — села Агвали.

## Население
| 1869  | 1888  | 1895  | 1926  | 1939  | 1970  | 1989  |
| ----- | ----- | ----- | ----- | ----- | ----- | ----- |
| 429   | ↗798  | ↗856  | ↘767  | ↘42   | ↗1160 | ↘1129 |
| 2002  | 2003  | 2004  | 2007  | 2010  | 2021  |       |
| ↗1264 | ↗1272 | ↗1360 | ↗1592 | ↘1349 | ↗1421 |       |

Гигатль - один из чамалалских сел в Цумадинском районе.По данным Всероссийской переписи населения 2010 года в селе проживало 1349 человек.